# Fuzix OS
Fuzix OS (ou Fuzix) est un système d’exploitation libre (licence LGPL) de type Unix pour les processeurs 8 et 16 bits, créé à l'origine par Alan Cox en 2014 pour le processeur Zilog Z80.
Il est principalement adapté à des processeurs des années 1970, tels que le Zilog Z80 ou MOS 6502, Intel 8080, ou 1980 à 1990 tels que 68000 ou MSP430, mais fonctionne également sur des microcontrôleurs récents, tels que l'ESP8266 et le Raspberry Pi Pico.

## Histoire
Après s’être éloigné du développement du noyau Linux, le 31 octobre 2014, Alan Cox annonce sur son compte Google+ la création du projet « Fuzix », :
« Ras le bol de systemd ? Kdbus est la goutte de trop ? La communauté Linux est trop vaste et trop bruyante ? Vous languissez de ce bon vieux temps où vous connaissiez chaque contributeur par son nom et que le code source tenait sur une seule disquette ? »
La version 0.3 sortie en août 2019, supporte la plateforme ZX Spectrum, les processeurs 8080 et 8085 et en grande partie les 68000.